# Kemp Tarn
Der Kemp Tarn ist ein See im Lake District, Cumbria, England.
Der Kemp Tarn liegt nördlich von Staveley. Der See hat keinen erkennbaren Zufluss und keinen erkennbaren Abfluss.